# Parfait Amour
Parfait Amour [paʁˈfɛ aˈmuːʁ], auch Parfait d’Amour [paʁˈfɛ daˈmuːʁ] (frz. für perfekte Liebe) ist ein violettfarbener Likör, der der Crème de Violette ähnelt und ein blumiges Aroma hat. Im Vergleich zu Crème de Violette ist Parfait Amour meist geschmacklich intensiver und weist über die floralen Blütenaromen hinaus oft deutliche Noten von Zitrusfrüchten und Gewürzen auf.
Parfait Amour war vor allem im 19. Jahrhundert populär, wird aber noch heute in zahlreichen Varianten hergestellt, vor allem in Frankreich und den Niederlanden. Zu den verwendeten Gewürzen und Aromen zählen Veilchen- und Rosenblüten, Vanille, Zitrone, Orange, Koriander und Anis, auch Gewürznelke und Muskat werden erwähnt. Die bekanntesten Parfait-Amour-Liköre produzieren De Kuyper (30% vol.), Bols (30% vol.) und Marie Brizard (25 % vol.).
Um 1900 war Parfait Amour eine beliebte Zutat in Cocktails und den farbenfrohen, aus mehreren Likörschichten gebauten Pousse Cafés, geriet aber im Verlauf des 20. Jahrhunderts zusehends in Vergessenheit und erlebte erst in den vergangenen Jahren eine kleine Renaissance. Es gibt nur wenige Cocktails mit Parfait Amour, die größere Bekanntheit erlangt haben, darunter der Jupiter Cocktail (Gin, trockener (französischer) Wermut, Parfait Amour und Orangensaft). Auch der Aviation (Gin, Crème de Violette, Maraschino-Likör, Zitronensaft) und sein Verwandter, der Blue Moon Cocktail (wie Aviation, jedoch ohne Maraschino) sind mit Parfait Amour anstelle von Crème de Violette möglich.